# Rheum hotaoense
Rheum hotaoense C.Y. Cheng & T.C. Kao – gatunek rośliny z rodziny rdestowatych (Polygonaceae Juss.). Występuje naturalnie w Chinach – w prowincjach Gansu, Shaanxi oraz Shanxi. 

## Morfologia
PokrójBylina dorastająca do 80–150 cm wysokości.
LiścieIch blaszka liściowa ma owalny kształt. Mierzy 25–40 cm długości oraz 23–28 cm szerokości, jest całobrzega, o sercowatej nasadzie i tępym lub ostrym wierzchołku. Ogonek liściowy jest nagi i osiąga 17–25 cm długości. Gatka jest błoniasta.
KwiatyZebrane w wiechy, rozwijają się na szczytach pędów. Listki okwiatu mają eliptyczny kształt i mierzą 2–3 mm długości.
OwoceMają niemal kulisty kształt, osiągają 7–9 mm długości.

## Biologia i ekologia
Rośnie na terenach skalistych. Występuje na wysokości od 1000 do 1800 m n.p.m. Kwitnie od maja do lipca.